# 203-мм морское орудие Тип 41
203-мм/45 морское орудие Тип 41 — орудие морской и береговой обороны Императорского флота Японии, использовавшиеся с конца Русско-Японской до конца Второй мировой войн на броненосных, бронепалубных крейсерах и батареях береговой обороны.

## История создания
203-мм морское орудие Тип 41 представляет собой японскую реализацию британского морского орудия 8"/45 (20.3 cm) EOC Patterns S, U, U1 and W, разработанного компанией Армстронг Уитворт и Ко в городе Элсвике (так называемый «Элсвикский паттерн»). Это орудие производилось компанией Армстронг для иностранных заказчиков, в частности, Италии и Японии, и устанавливалось на многие крейсера японского флота, а также на броненосный крейсер итальянской постройки Ниссин, приобретённый Японией перед самой Русско-Японской войной. 25 декабря 1908 года орудие получило официальное японское обозначение Тип 41 (названный согласно одной из принятых в Японии той эпохи систем летосчисления, 41 год эры Мейдзи), а 5 октября 1917 года, как и все остальные морские орудия Императорского флота Японии, получило обозначение в сантиметрах, таким образом, принятое в японской и англоязычной историографии обозначение 20.3cm/45.
Существуют разногласия по вопросу о реальной длине ствола. Многие русскоязычные источники утверждают что длина стволов у орудийных установок броненосных крейсеров составляла 40 калибров, в то время как более поздние данные Дж. Кэмпбелла  говорят о величине в 45 калибров.

## Установка на кораблях
Орудие устанавливалось на следующих кораблях Императорского флота Японии:
Броненосные крейсера Адзума, Асама, Токива, Идзумо, Ивате, Якумо —- по четыре орудия в двухорудийных башнях;
Броненосные крейсера Ниссин и Касуга — четыре и два орудия соответственно, в двухорудийных башнях;
Бронепалубные крейсера Такасаго, Касаги и Читосэ — по два орудия на центральных штырах в оконечностях.
После разоружения большинства из этих кораблей по решениям Вашингтонского морского соглашения 1922 года и Лондонского морского договора 1930 года часть орудий этого типа была установлена на батареях береговой обороны в Токийском заливе и позже, в годы Второй мировой, на атолле Тарава и на острове Уэйк.